# Carlo Margotti
 (août 2018).
Si vous disposez d'ouvrages ou d'articles de référence ou si vous connaissez des sites web de qualité traitant du thème abordé ici, merci de compléter l'article en donnant les références utiles à sa vérifiabilité et en les liant à la section « Notes et références ».
Carlo Margotti, né le 22 avril 1891 à Alfonsine en Italie et mort le 31 juillet 1951 à Gorizia en Italie, est un archevêque catholique italien du XXe siècle. 

## Biographie
Carlo Margotti est délégué apostolique en Grèce (en) et en Turquie (en) et archevêque de Mesembria de 1930 à 1934, son successeur est Angelo Giuseppe Roncalli, futur pape Jean XXIII. Il est consacré archevêque le 25 mai 1930 par Luigi Sincero avec comme co-consécrateurs Carlo Cremonesi et Michel d'Herbigny. Enfin il accède au siège archiépiscopal de Gorizia, vacant depuis 1931, après les oppositions entre l'archevêque précédent, François Borgia Sedej, d'origine slovène, et les autorités fascistes. Comme archevêque, il œuvre en faveur de la population au cours de la Seconde Guerre mondiale.

## Succession apostolique
Carlo Margotti a ordonné les évêques suivants :
- Archevêque Andrea Cesarano (it) (1931)
- Évêque Timoteo Giorgio Raymundos, O.F.M.Cap. (1932)